# Evil Minded
Evil Minded — виданий в 1994 році, демо запис німецького павер-метал гурту Edguy.

## Список композицій
1. «Evil Minded» (6:44)
2. «I Hate You Too» (8:43)
3. «Midgets of Metal» (4:06)
4. «Voices of the Past» (5:02)

## Учасники
- Тобіас Саммет — вокал, клавішні, бас-гітара
- Йенс Людвіг — гітара
- Дірк Зауер — гітара
- Домінік Шторх — ударні